# 斯特拉科尼采縣

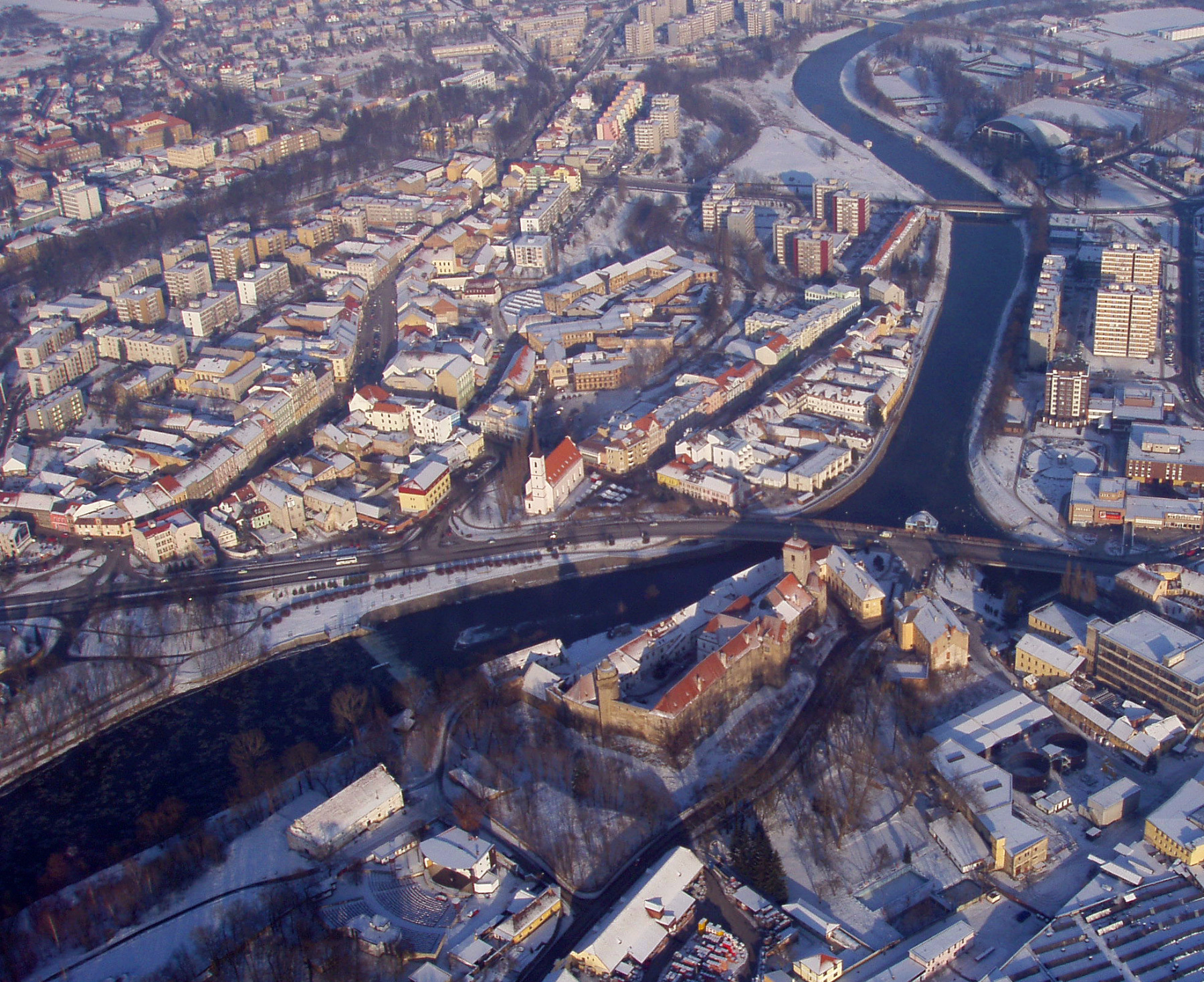

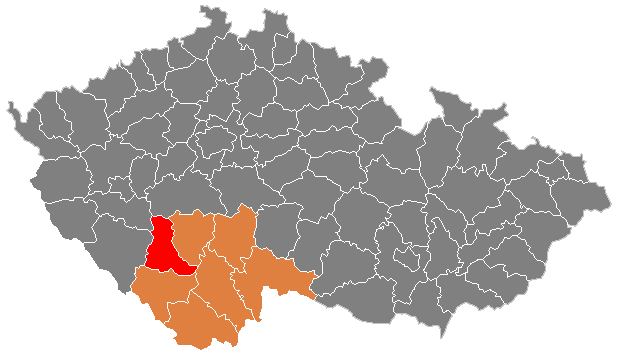

49°15′42″N 13°54′12″E / 49.26167°N 13.90333°E
斯特拉科尼采縣（捷克語：Okres Strakonice），是捷克的縣份，位於該國南部，由南波希米亞州負責管轄，首府設於斯特拉科尼采，面積1,375平方公里，2007年人口51,470，人口密度每平方公里37人。